# Лабиринт (фильм, 1986)
«Лабиринт» (англ. Labyrinth) — фантастический фильм 1986 года американского режиссёра и автора «Маппет-шоу» Джима Хенсона по оригинальной идее Брайана Фроуда, спродюсированный Джорджем Лукасом. Одиннадцатая полнометражная картина Lucasfilm. Фильм рассказывает о юной девушке Саре (Дженнифер Коннелли), отправившейся в путешествие по странному миру-лабиринту, чтобы спасти своего брата от короля гоблинов Джарета (Дэвид Боуи). В сюжете явно прослеживается влияние таких известных сказок, как «Алиса в стране чудес» и «Волшебник страны Оз» («Волшебник Изумрудного города»).
Фильм, появившийся в год выпуска на киноэкранах двенадцати стран, был довольно холодно встречен критикой и провалился в прокате, но тем не менее пользовался популярностью и лёг в основу многих книг, комиксов, клипов и игр (последний из спин-оффов, комикс Labyrinth: Masquerade, вышел в 2020 году). В 1987 году фильм номинировался на ряд премий, однако не удостоился ни одной из них. «Лабиринт» является последним фильмом снятым Джимом Хенсоном, умершего от стрептококкового инфекционно-токсического шока в 1990 году.

## Сюжет
Сова-сипуха прилетает в городской парк, где наблюдает, как 15-летняя Сара Уильямс репетирует монолог из книги «Лабиринт», в которой молодая девушка, пройдя через множество опасностей, дошла до Города Гоблинов, чтобы потребовать у Короля Гоблинов вернуть ей ребёнка, которого он отнял у неё. Сара никак не может запомнить последнюю строчку монолога, после чего обнаруживает, что опаздывает домой.
Дома мачеха Сары, которую Сара не переносит, просит её посидеть с её младшим братом Тоби, пока они с её отцом будут отсутствовать. Сара нехотя соглашается, но после ухода родителей обнаруживает, что кто-то забрал с полки с игрушками медвежонка Ланселота, положив его в комнату к Тоби, и злится. От этого Тоби начинает плакать и Сара, чтобы успокоить его, начинает рассказывать младенцу сказку из той книги. В ней главная героиня тоже вынуждена нянчиться с нелюбимым сводным братом, которого она никак не может успокоить. Однако, Король Гоблинов, который влюбился в девушку, тайно даровал ей особую силу: если девушка произнесёт правильные слова, то гоблины заберут её брата. Выходя из комнаты и отчаявшись успокоить Тоби, Сара произносит эти слова, после чего ребёнок исчезает, а в окно врывается сипуха, которая превращается в Джарета — короля гоблинов. Сара пугается, просит вернуть брата. Джарет возражает, но затем переносит Сару на гору, откуда открывается вид на его королевство, которое опоясано большим Лабиринтом. Он сообщает Саре, что у неё есть 13 часов, чтобы дойти до замка, или же её брат превратится в гоблина, и оставляет девушку одну.
У стен Лабиринта Сара встречает карлика-гоблина Хогла, который после правильно заданного вопроса показывает Саре вход в Лабиринт. В Лабиринте Сара сначала долго идёт по длинному, кажущемуся бесконечным, тянущемуся в обе стороны коридору. Когда она впадает в отчаяние, она видит сидящего на стене червяка Вильяма. Сара спрашивает его: «Как мне пройти Лабиринт?», подразумевая «Как мне выйти к центру Лабиринта?». Червяк, согласно вопросу, показывает ей дорогу внутрь Лабиринта, но отговаривает идти налево. Когда она уходит вправо, он замечает: «Ведь так она сразу попала бы к замку». Тем временем, в Замке Гоблинов Тоби, окружённый гоблинами, плачет, но Джарет с помощью магического танца и песни успокаивает ребёнка.
Сара бродит по Лабиринту, пытается оставлять за собой пометки губной помадой, но маленькие гоблины за её спиной всё время меняют направление стрелок, или вообще переворачивают плитки с метками. Кроме того, когда Сара останавливается, выясняется, что как минимум один из тупиков всё время перемещается. Напротив этого тупика она видит две двери со стражниками, похожими на игральные карты, красную и синюю. Одна из них всё время врёт, другая говорит правду; Сара решает классическую логическую загадку, так как одна из дверей ведёт к замку, а другая к гибели, однако, пройдя за дверь, падает куда-то вниз. По дороге вниз её ловят Руки Помощи. Они спрашивают её, хочет ли она вверх или вниз; Сара выбирает вниз, и оказывается где-то в темноте, в которой встречает Хогла. Он объясняет Саре, что она попала в один из Тупиков Забвения — место, откуда невозможно выбраться, но он знает дорогу и согласен вывести её к началу Лабиринта. Сара просит его вывести её к замку, а не к началу. В итоге Хогл соглашается, но, выйдя, они встречают Джарета. Джарет спрашивает Хогла, почему тот помогает Саре вместо того, чтобы вывести её к началу Лабиринта. Тот оправдывается, и Джарет грозит ему Болотом Вечной Вони. Король спрашивает Сару, как ей его Лабиринт; Сара, пытаясь овладеть собой, отвечает, что — «пара пустяков». Тогда Джарет переводит часы на 3 часа вперёд, усложняя задачу, и вызывает систему с вращающимися ножами, круглую, как и коридор, без зазора между ножами и стеной, от которой Сара с Хоглом едва спасаются.
Хогл находит выход в один из садов Лабиринта. Они встречают гоблина-мудреца с птичьей шляпой и недолго беседуют с ним, при этом Сара в процессе разговора называет карлика другом. Впрочем, когда они, уйдя от мудреца (от которого так и не услышали ничего полезного), слышат рёв, Хогл трусливо убегает. Девушка встречает пойманное в ловушку большое лохматое чудовище, и с помощью мелких камушков спасает его. Чудовище немного умеет говорить, представляется как Людо. Вместе они доходят до двух дверей, на которых расположены дверные молотки-кольца. Один из них плохо слышит, другой — не может чётко говорить из-за кольца. Сара, узнав, за какую из дверей ей надо, проходит. Джарет наблюдает за Сарой через хрустальный шар и недовольно замечает, что она уже слишком далеко прошла. Глядя на Тоби, он сообщает, что назовёт его Джаретом, ведь у мальчика такие же, как у него, глаза.
Сара и Людо, пройдя за дверь, попадают в какое-то сырое и тёмное место, и Людо вдруг проваливается куда-то вниз. Сара кричит, просит помочь ей. Этот крик слышит Хогл, кидается помочь, но тут же сталкивается с Джаретом, который превращает хрустальный шар в персик и, опять пригрозив Болотом Вечной Вони (особенно если Сара поцелует Хогла), приказывает Хоглу заставить Сару его надкусить. Тем временем, Сара встречает дикую Банду Рыжих. Те веселятся и поют, но в итоге хотят, чтобы она так же, как и они, открутила себе что-нибудь. Сара спасается от них благодаря Хоглу; после поцелуя из благодарности они скатываются в подземный ход, ведущий к зловонному болоту, вонь от которого никогда не отмывается. Здесь же друзья находят Людо.
Они хотят выбраться, но на мосту, ведущем к выходу, их встречает сэр Дидимус. Он поклялся, что никто не пройдёт по мосту без его разрешения, и храбро сражается с Людо, несмотря на разницу в размерах. В итоге он восхищается соперником, Сара спрашивает разрешения, и он разрешает пройти по мосту. Более того, он сам отправляется к замку короля гоблинов, так как, по своему кодексу чести, обязан защитить девушку. Мост при проходе Сары через него рушится; Сара едва держится на свисающей сверху ветке. Выясняется, что Людо рёвом может призывать камни. Он поднимает камни из болота, и все проходят по ним, включая спасшуюся Сару. Хогл хочет выбросить персик в болото, но ему это не удаётся, и карлик всё-таки даёт его Саре. Та кусает и проваливается в сон, где видит себя на роскошном балу в окружении людей в гротескных масках. Среди них Джарет, с которым она танцует, но в какой-то момент видит часы, показывающие полночь. Она вспоминает что-то, отталкивает Джарета, подбегает к краю комнаты и видит большую зеркальную стену. Сара разбивает её, после чего сон-дурман рушится, и девушка приходит в себя на некоей помойке, но с полной потерей памяти. Где-то недалеко от неё у костра сидит Хогл и корит себя за свой поступок.
Сара встречает Мусорщицу, которая отводит девушку в место, очень похожее на её комнату. Хотя она говорит Саре, что то, что она забыла — это её игрушки и прочие вещи, но Сара, в конечном итоге, всё вспоминает, после чего стены комнаты рушатся и Сара встречается с Людо, сэром Дидимусом и его псом Амброзиусом. Вместе друзья доходят до Города Гоблинов. Сара с товарищами проходят за ворота, за которыми на них нападает большой железный человек с топором — Хумунгус. Сверху на него прыгает Хогл, выбрасывает из Хумунгуса управляющего им гоблина, сам пытается что-то сделать, но ломает робота. Сара прощает Хогла. Осталось 12 минут; друзья входят в город. В это время гоблин-командующий докладывает обстановку Джарету, тот приказывает остановить их. Заперевшись в здании, герои обороняются от гоблинов до тех пор, пока Людо не призывает камни, которые помогают победить гоблинов. Сара входит в замок, но просит друзей остаться, так как она должна встретиться с Джаретом одна.
Она попадает в странную комнату, заполненную хитросплетёнными по всем поверхностям лестницами. На одной из лестниц сидит Тоби, на другой стоит Джарет. Пока Сара, бегая по бесчисленным лестницам, пытается добраться до брата (но он каждый раз меняет своё местоположение), Джарет, наблюдая за этим, поёт песню, в которой признаётся Саре в своих чувствах к ней (и в то же время обвиняет её в том, что она «перевернула его мир»). Наконец, Сара сталкивается с Джаретом один на один. Джарет напоминает ей, что всё, что он делал, он делал для неё (забрал ребёнка, когда это было ей нужно, остановил время). Он просит её остаться с ним и позволить ему управлять ею (тогда, по его словам, он станет её «рабом»). В ответ Сара начинает цитировать тот самый монолог, снова забывает финальную фразу, но всё же вспоминает её.
Лабиринт рушится, а Джарет обращается в сипуху и вылетает в окно гостиной, где Сара неожиданно появляется. Она удостоверяется, что Тоби спокойно спит в своей кроватке, и отдаёт ему медвежонка. Позже, сидя в своей комнате, она слышит, как вернулись родители. Глядя в зеркало на её столике, девушка видит Людо, сэра Дидимуса и Хогла, которые прощаются с ней. Сара говорит, что, хотя она не может этого понять, но ей хочется, чтобы они остались с ней; моментально её комната превращается в весёлую вечеринку, на которой присутствует множество гоблинов. С дерева из окна за ними наблюдает сипуха, которая затем улетает.

## Действующие лица
- Са́ра Уи́льямс (Sarah Williams; Дженнифер Коннелли) — юная девушка, которая любит игрушки, косметику и волшебные сказки. Несмотря на свою юность, оказывается способна противостоять воле Джарета — короля гоблинов и пройти все испытания на своём пути[9].
- Джа́рет (Jareth; Дэвид Боуи) — король гоблинов, втайне влюблённый в Сару. Высокий блондин с хорошей осанкой, ходит с тросточкой и хрустальными шарами, при помощи которых творит свою магию. Умеет превращаться в белую сову.

Фигурка Джарета стоит на столе Сары, справа от зеркала, а на зеркале висит фотография её матери с Дэвидом Боуи.
Причёска актёра вошла в десятку лучших причёсок фильмов по версии The Contentenders, причём заняла в этом рейтинге 2-е место
- То́би Уи́льямс (Toby Williams; Тоби Фрауд) — единокровный (родной по отцу) брат Сары. Примерно годовалый капризный ребёнок. Его мать — Ирэн Уильямс (мать Сары, первую жену её отца, звали Линда Уильямс (Linda Williams). Линда Уильямс в фильме видна только на фотографиях в комнате Сары).
- Ирэ́н Уи́льямс (Irene Williams; Шелли Томпсон) — мачеха Сары. В фильме её имя не называется; имя «получила» в 2006 году, когда вышла манга «Возвращение в Лабиринт». Она крайне щепетильна, любит порядок, ругает Сару, которая огрызается на неё.
- Ро́берт Уи́льямс (Robert Williams; Кристофер Малькольм) — отец Сары и Тоби, муж Ирэн. Его имя известно из новеллы, в фильме особой роли не играет.
- Хогл (Hoggle; Шерри Вейзер, голос — Брайан Хенсон) — хромой трусливый гоблин-карлик, работающий на Джарета. Любит украшения. Джарет и, вначале, Сара неправильно произносят его имя.

В комнате Сары около книг есть игрушка-Хогл.
- Лю́до (Ludo; Роб Миллс, Рон Миллер, голос — Рон Мьюек) — застенчивое лохматое коричневое большое чудовище, однажды в диалоге называется «йети». Не очень хорошо говорит (в фильме всего несколько реплик: «У Людо есть друг», «У Людо есть брат», «Воняет», «Камни — друзья»). Выглядящая, как он, кукла сидит у Сары в комнате возле окна.
- Сэр Ди́димус (Sir Didymus; Дейв Гёльц, Дэвид Алан Барклай, голос — Дэвид Шогнесси) — небольшой, похожий на собаку или лисицу гоблин, охраняющий мост-выход из Болота Вечной Вони. Отважный рыцарь-забияка, ездит на трусливой пастушьей собаке Амбро́зиусе (Ambrosius; похож на пса Сары, Мерлина; в историях Мэри Стюарт о рыцарях короля Артура волшебника зовут Мерлин Амброзиус; озвучивает Перси Эдвардс), украшенной почти рыцарской попоной. Игрушка, выглядящая, как он, сидит у Сары на полке.
- Червя́к Ви́льям (William the Worm; голос — Карен Прелл, Тимоти Батесон) — маленький синий червяк-гоблин с ярким красным шарфом и тремя синими хохолками на голове, встретившийся Саре в Лабиринте. Живёт в стене первого прохода по Лабиринту.
- Мудрец (The Wiseman; голос — Фрэнк Оз, Майкл Хордерн) и его шляпа (The Wiseman’s Bird Hat; голос — Дейв Гёльц) — гоблин, который подсказывает Саре загадку о том, как ей пройти Лабиринт. Он спорит со своей собственной птицей-шляпой; особого значения эпизод в фильме не имеет, это лишь комическая врезка.
- Мусорщица (Карэн Прелл, голос Деннис Брайер) — гоблинша Агна[11], таскающая на себе всякий хлам, встречается Саре на помойке, на которой та оказывается после бала-миража.
- Гоблин-командующий (Уорик Дэвис) — относительно организованный гоблин с большими усами, организовавший по приказу Джарета битву в Городе Гоблинов.
- Четыре стража (голоса — Стив Витмир, Кевин Клаш, Энтони Эсбури, Дейв Гёльц) — красная и синяя двухголовые карты, встретившиеся Саре по дороге в Лабиринт.
- Дверные молотки (голоса — Роберт Биатти (правый) и Дейв Гёльц (левый)). Два дверных молотка с кольцами; у правого кольцо держится, вставленное в уши, поэтому он почти ничего не слышит, левый держит кольцо во рту, поэтому не может внятно говорить. Сара вынимает кольцо, чтобы узнать у него дорогу, а потом заставляет взять обратно, чтобы постучать в дверь.
- Банда Рыжих, Фе́йри (голоса — Кевин Клаш, Чарльз Авгинс, Денни Джонн-Джульс, Ричард Бодкин) — компания буйных красных гоблинов, танцующих, поющих, кидающихся частями собственного тела, которое легко разбирается и собирается обратно. Фейри в числе прочих гоблинов празднуют в конце фильма в комнате у Сары, у неё есть игрушка-фейри (с пуговицами вместо глаз).
- Хуму́нгус — огромный железный робот, охраняющий город гоблинов.
- Лишайник — желтоватое растение на ножках с глазами. Растёт на стенах Лабиринта, что-то бормочет.
- Камни-говоруны — камни, отёсанные так, чтобы быть похожими на человеческие лица, расположенные на правильных путях к центру Лабиринта и уверяющие, что путник идёт не по той дороге. Понимают, что врут, испытывают на этот счёт небольшие угрызения совести, но всё же рады делать свою работу.
- Руки помощи — синие гоблины, живущие на стенах как минимум над одним из Тупиков Забвения. Группируясь друг с другом, образуют подобия лиц, могут с помощью этого общаться.
- Кусающиеся феи (Натали Финланд) — маленькие агрессивные пикси. Впервые встречаются в начале Лабиринта, там, где с помощью аэрозоля их уничтожает Хогл.
- Прочие гоблины: переставляющий за Сарой плитки с пометками дороги гоблин; танцующие и сражающиеся гоблины; гоблины, укравшие Тоби; чистильщики (кстати, на стене комнаты Сары висит изображение механизма, похожего на их устройство); гоблин, указанный в титрах как Goblin Corps, — его роль исполнил Джек Пёрвис. У каждого из них есть имя, которое можно узнать из книг Goblins of Labyrinth[12] и The Goblin Companion: A field guide to goblins[11]. Вот имена некоторых из них: Квикер, Люрк, Бакарбобс Карнобиссика, Бубл, Сквик, Пуг, Пилч, Фоддер, Понго, Скот, Боинг, Сник, Скуилл, Кандлевик, Зитци, Гиббергейст, Амам Ферругинус, Трисоп, Фролоу, Бек, Кол, Фаустус, Хортенц.
- Танцоры из Бального Зала (The Ballroom Dancers) — существа, которых Сара встречает внутри Шара в своём сне-дурмане. Выглядят, как люди, одетые на гротескном маскараде, и в то же время могут быть просто иллюзией, созданной Джаретом. Их личность на протяжении фильма так ни разу и не раскрывается, поэтому можно лишь предположить, что это либо гоблины (об этом свидетельствует тот факт, что они носят маски, похожие на гоблинов и ведут себя большей частью, как гоблины), изображающие людей, либо (исходя из финального диалога между Сарой и Джаретом) — те, кто, вступив в Лабиринт, в итоге приняли предложение Джарета и позволили ему ими управлять.
- Нескольких второстепенных персонажей (Четыре Стражника, Firey 1 и 4, Амброзий) озвучили будущие звёзды «Улицы Сезам» Кевин Клэш и Стив Уитмайр.

## История создания
Премьера фильма состоялась 27 июня 1986 года.
Раннюю версию сценария написал участник Монти Пайтон Терри Джонс. Сама идея принадлежала Хенсону, написавшему новеллу-основу на 90 страниц, основным автором был Джонс (ранее они уже работали вместе над сценарием фильма «Эрик Викинг»). Хенсон и Джонс начали придумывать историю с проработки персонажей, основываясь на рисунках Брайана Фроуда. Придумав злобного Джарета — короля гоблинов, они решили, что это должен быть кто-то знаменитый, кто-то из рок-певцов: быть может, Майкл Джексон, Дэвид Боуи или Стинг. Опрос знакомых дал единогласный ответ, что это должен быть Боуи.
Кое-что от этого сценария сохранилось в фильме: например, отрывок, в котором Сара съедает отравленный персик.
В итоговом варианте сценария отказались от двух принципов Джонса: король гоблинов в его версии не пел, а зрители видели центр Лабиринта только тогда, когда Сара доходила до него; это задумывалось для того, чтобы королевство оставалось более загадочным. Кроме того, мусорщица по этому сценарию была лишь марионеткой, управляемой Джаретом, Сара в финале била Джарета, после чего он усыхал и превращался в маленького гоблина, а брата Сары звали Фредди (так как актёр-младенец не на своё имя не откликался, имя ему в итоге оставили настоящим).
В целом же сценарий писался Джимом Хенсоном в соавторстве с детским писателем Дэннисом Ли.
Боуи получил сценарий во время тура 1983 года, в США. Ему с самого начала понравилась идея, и он принимал активное участие в создании фильма, и как актёр, и как музыкант. В том числе он участвовал в жюри Открытого конкурса талантов, в рамках которого проходил кастинг на роль Сары. Изначально возрастной ценз на нём был 18-19 лет, но нужную кандидатуру выбрать никак не могли. Тогда планка была снижена на 2 года; по словам режиссёра, когда Дженнифер только вошла к жюри, стало ясно, что она — идеальная кандидатура на роль Сары. Кроме всего прочего, Дженнифер Коннелли оказалась поклонницей песен Боуи, которому она напоминала юную Элизабет Тейлор; они легко сработались.
Продюсировать фильм был приглашён на тот момент уже ставший известным после «Звёздных войн» Джордж Лукас.
Фильм провалился в прокате, собрав в США лишь 12 млн долларов при бюджете в 25 млн долларов, что не помешало ему стать культовым спустя годы.

### Места съёмок
Весь Лабиринт был построен и снят на британской студии «Elstree Studios» в Хартфордшире. Вступительная сцена снималась на севере Лондона в лесопарке Хэмпстед-Хит. Последующие кадры, где Сара бежит под дождём по улицам, снимались в пригороде Нью-Йорка Аппер-Нэйк. Сцены в доме Уильямсов тоже снимались в декорациях, а для сцен снаружи было построено лишь крыльцо.

### Сцены
Помимо множества спецэффектов и первой в кино попытки реалистичной анимации, выполненной с помощью компьютерных спецэффектов (сова в титрах), магия в фильме реализовывалась и «вживую». Например, без применения специальных операторских приёмов и визуальных эффектов снимались кадры фильма, в которых Джарет жонглирует шарами кристаллов. Просто ими жонглирует не Дэвид Боуи, а находящийся за его спиной профессионал Майкл Мошен. Причём Мошену для этого пришлось научиться жонглировать «вслепую».
Декорация лабиринта из лестниц, в который попадает Сара, придя в замок Джарета, была сделана по картине Эшера «Относительность». Эта картина висит в комнате героини. Сцены в этой декорации снимались с использованием специальных технических приспособлений и каскадёра, загримированного под Боуи, и именно этот эпизод из-за своей сложности был тщательнее всего проработан в раскадровках. Сцена, когда брошенный Джаретом хрустальный шар попадает в руки Тоби, смонтирована с помощью обратной съёмки.
Примечательна также сцена бала, фантазии-дурмана Сары. Это единственная массовая сцена фильма, в которой не присутствует ни единой куклы; при этом создатели фильма стремились показать, что все присутствующие персонажи на самом деле являются гоблинами, лишь играющими в людей; с этой целью были разработаны костюмы и маски. Для постановки хореографии была приглашена Шерил (Гейтс) МакФэдден. Сама Дженнифер ранее никогда не танцевала, поэтому ей пришлось брать уроки танцев; впрочем, по техническим причинам пространство было ограничено, и они с Боуи не смогли широко вальсировать.

### Куклы
Значительную часть ролей в фильме сыграли куклы-марионетки или же куклы, управляемые людьми изнутри. Например, в съёмках сцены The «Dance Magic» участвовало 45 кукол, 53 кукловода (как одетых в костюмы гоблинов, так и управляющих ими с расстояния), ребёнок, Боуи и 5 мечущихся куриц. При этом детям просто сказали бегать и прыгать, как им хочется, к некоторым привязали нити, чтобы прыжки получались выше, для постановки пластики Боуи пригласили Чарльза Оуэнса, привнесшего в постановку вибрирующую динамику в негритянском стиле. Самой сложной частью постановки оказалась работа с Тоби, так как он капризничал, и у него сложно было вызвать нужное выражение лица.
Каждая из кукол создавалась специально для фильма, с учётом исполняемой роли. На создание всего необходимого для движения тел, голов и прочих частей тел кукол понадобилось более года, но сводилось всё воедино в последние несколько недель перед началом съемок. Многим актёрам пришлось тренироваться, чтобы скоординированно управлять персонажами: например, для создания мимики Хогла было создано 18 моторчиков, ими с помощью радио управляли 4 человека, которые должны были следить за тем, чтобы их действия приводили к единому реалистичному результату. Кроме того, пятый человек сидел внутри. Кукла-Хогл некоторое время после съёмок фильма считалась утерянной; её потеряли в багаже аэропорта, а позже нашёл и купил как «Неопознанный багаж» магазин, находящийся в городе Скотсборо американского штата Алабама. Сейчас она выставляется там в музее.
Для управления куклой Людо потребовалось сразу два актёра; на правом роге куклы была размещена маленькая видеокамера, которая позволяла им видеть происходящее вокруг на расположенном внутри мониторе.
Тело куклы, изображавшей огромного металлического робота, защищающего город гоблинов, было сделано из стеклопластика, её высота была — 15 футов. Передвижение куклы осуществлялось шестью людьми, и ещё один управлял прочими движениями.
Сцены с Бандой Рыжих были сняты в абсолютно чёрной бархатной комнате, с одетыми в чёрное кукловодами; отдельно с той же точки с той же скоростью снимали фон, для того, чтобы потом свести это в единую сцену с помощью спецэффектов. Фейри управлялись несколькими способами: у некоторых ноги крепились к ногам кукловодов, руки с помощью палок управлялись другими кукольниками, иногда одной каждой отдельной куклой управляло 4 человека. Из-за разных способов управления у каждой куклы получился свой собственный стиль движения.

## Музыка
| Оценки критиков | Оценки критиков |
| Источник        | Оценка          |
| --------------- | --------------- |
| AllMusic        | [ 21 ]          |
| Smash Hits      | [ 22 ]          |

Все песни, звучащие в фильме, были написаны Дэвидом Боуи специально для фильма и, кроме «Chilly Down», исполнены его персонажем, Джаретом. «Chilly Down» исполняет «Банда Рыжих». Инструментальные темы написаны композитором Тревором Джонсом.
- «Underground» (Боуи и Джонс) — 3:21. Вступительная мелодия, отрывок; исполняется во время вступительных титров и первых кадров, когда Сара бежит домой под дождём. Музыкальная тема фильма.
- «Into the Labyrinth» (Джонс) — 2:12. Сопровождает начало путешествия Сары по Лабиринту.
- «Magic Dance» (Боуи) — 5:13. Песня, которую поёт Джарет с гоблинами для того, чтобы развеселить плачущего ребёнка. Собственно, это песня о том, что ребёнок плачет, и его можно развеселить магией, и лучше всего подходит магия танцев с прыжками. Саундтрек, выпущенный в альбоме фильма, отличается по исполнению от того, что шёл в фильме (за гоблинов подпевает сам Боуи и гуканье младенца тоже изображает он, так как ребёнка в студии не было)[15][17][23]. Первая строка песни является намёком на диалог из фильма The Bachelor and the Bobby-Soxer[англ.][15].
- «Sarah» (Джонс) — 3:12. Инструментальная музыка, исполняется при появлении Людо.
- «Chilly Down» (Боуи) — 3:46. Песня тусовщиков-банды рыжих о том, кто они, что делают.
- «Hallucination» (Джонс) — 3:02. Инструментальная музыка, предшествует следующей, играет, когда Сара уже надкусила персик, но ещё не попала на бал. В фильме звучит укороченный вариант, полный был выпущен в альбоме.
- «As the World Falls Down» (Боуи) — 4:51. Песня, звучащая, когда Сара надкусывает отравленный персик, и попадает внутрь хрустального шара, на бал, где много чужих лиц. Сложно сказать, показывает ли Джарет этой песней свою любовь или действительно просто тянет время, чтобы Сара не успела спасти брата.
- «The Goblin Battle» (Джонс) — 3:31. Инструментальная музыка, фон на время битвы в Городе Гоблинов.
- «Within You» (Боуи) — 3:30. Когда Сара попадает в эшеровскую комнату, где пытается попасть в одно пространство со своим братом, чтобы забрать его, Джарет начинает петь о том, что позже говорит ей словами: всё, что он делал, он делал для Сары; она жестока, а он не может жить без неё.
- «Thirteen O’Clock» (Джонс) — 3:09. Финал конфронтации; Сара говорит нужные слова, Джарет превращается в сову, волшебство рушится.
- «Home At Last» (Джонс) — 1:49. Инструментальная музыка; Сара наконец-то дома. Звучат отголоски As the World Falls Down.
- «Underground» (Боуи) — 5:57. Песня о том, что никто не может укорить за бегство в некое подземелье от чего-то жестокого. Титры.

Первый релиз альбома Labyrinth с саундтреком к фильму состоялся в апреле 1986 года.

## Релизы в разных странах[25]
| Страна         | Дата            | Местное название                 |
| -------------- | --------------- | -------------------------------- |
| США            | 27 июня 1986    | Labyrinth                        |
| Аргентина      | 10 июля 1986    | Laberinto                        |
| Бразилия       | 24 июля 1986    | Labirinto — A Magia do Tempo     |
| Япония         | 26 июля 1986    |                                  |
| Гонконг        | 4 сентября 1986 |                                  |
| Великобритания | 28 ноября 1986  | Labyrinth                        |
| Франция        | 3 декабря 1986  | Labyrinthe                       |
| Австралия      | 4 декабря 1986  |                                  |
| ФРГ            | 11 декабря 1986 | Die Reise ins Labyrinth          |
| Нидерланды     | 18 декабря 1986 |                                  |
| Финляндия      | 19 декабря 1986 | Labyrintti                       |
| Швеция         | 19 декабря 1986 | Labyrint                         |
| Италия         | 8 января 1987   | Labyrinth dove tutto è possibile |
| Чехия          | 1 декабря 2005  |                                  |

## Произведения, связанные с фильмом

### Книги и комиксы
- Брайан Фроуд (иллюстратор) и Терри Джонс (сценарист) выпустили две книги о гоблинах королевства Лабиринт: Goblins of Labyrinth и The Goblin Companion: A field guide to goblins. В книгах находится множество иллюстраций и имена всех гоблинов. The Goblin Companion — чуть меньшая по объёму перепечатка первой книги, без полностраничных иллюстраций, но с интересными историями о гоблинах[27].
- Marvel Comics выпустили книгу комиксов из трёх частей, нарисованную по фильму, которая также была опубликована как один том под названием Marvel Super Special''#40.
- Э. Ч. Х. Смит (англ. Anthony Charles H. Smith) написал по фильму книгу Labyrinth: A Novel. В настоящее время напечатано всего несколько очень дорогих экземпляров (от 30 до 150 долларов США)[28]. Русский перевод выходил в серии «Бестселлеры Голливуда»[29].
- Компания Tokyopop в сотрудничестве с The Jim Henson Company опубликовали четырёхтомную мангу под названием Return to Labyrinth («Возвращение в Лабиринт»)[30]. Первый том вышел 8 августа 2006 года. Он был написан Джейком Т. Форбсом (Jake T. Forbes) и иллюстрирован Крисом Ли, обложку создала Кою Сюрэй (яп. 珠黎皐夕 Сюрэй Ко:ю)[31]. Манга представляет собой сиквел к фильму и повествует о приключениях Тоби, уже пятнадцатилетнего[32]. В октябре 2007 года Tokyopop выпустила второй том манги, Return to Labyrinth 2. Издатель Тим Бидл в эпилоге анонсировал, что серия, задумывавшаяся как трилогия, будет состоять из четырёх томов. Третий том был опубликован 1 мая 2009 года. Четвёртый том вышел 3 августа 2010 года.
- Между 2018 и 2019 годами издательство Archaia выпустило комикс из 12 выпусков Labyrinth: Coronation («Лабиринт: Коронация») за авторством Саймона Спурриэра, проиллюстрированный Дэвидом Бэйлиссом. Комикс является приквелом к фильму и рассказывает о становлении Джарета королём гоблинов. Сюжет начинается в 1790-х годах в Венеции, где маленького Джарета похищает предыдущий правитель Лабиринта, Совиный король, после чего мать Джарета Мария отправляется его спасать[33][34].
- В 2020 году у Archaia вышел ваншот Labyrinth: Masquerade («Лабиринт: Маскарад»), написанный Ларой Эленой Доннелли, с иллюстрациями Пиуса Бака, Саманты Додж и Френча Карломагно. Действие комикса разворачивается во время маскарада во сне Сары[35].

### Фильмы и клипы
- В 1986 году вышел документальный фильм Inside the Labyrinth, повествующий о процессе съёмки «Лабиринта»[17].
- В одной из серий Muppet Babies: Babes in Troyland (#6.15, Nice to Have Gnome You)[36] (1989) один из персонажей, мисс Пигги, помещена в ситуацию Сары.
- «Underground» — Дэвид Боуи снял клип на песню с использованием образов фильма (хрустальные шары, мусорщица, Хогл, Лабиринт).
- «Лабиринт» был спародирован в комедийном мультфильме для взрослых Fat Guy Stuck in Internet в 109 эпизоде, носящем название «Boogie, Baby, Boogie!».

### Игры
В 1986 году компания Lucasfilm Games разработала графическую приключенческую компьютерную игру от третьего лица Labyrinth: The Computer Game для платформ Commodore 64, Apple II, MSX и NEC PC-8801.
В 1987 году в Японии вышла игра в жанре action-adventure Labyrinth для платформы Famicom, разработанная компанией Atlus.

## Критика
Фильм был встречен критиками по-разному. Газета Chicago Tribune назвала его пустой тратой таланта и денег, San Francisco Chronicle сочла, что взрослым фильм будет скучен, а детей напугает, журнал Time в целом хвалил фильм, при этом говоря, что его создатели верны духу мультфильмов Уолта Диснея. Обозреватель Chicago Sun-Times Роджер Эберт высказал замечание, что у фильма недостаточно единый и в целом не очень осмысленный сюжет, распадающийся на отдельные сцены, причём сцены эти скорее похожи на серию «Маппет-шоу», нежели на настоящий фильм, особенно учитывая перерывы в сюжете на исполнение песен. Впрочем, критики отмечают, что куклы сделаны крайне качественно, при этом отмечая, что сам Джарет на их фоне смотрится слишком контрастно (хотя роль сыграна прекрасно), а Дженнифер выглядит старше, чем стоило бы быть Саре. Кроме того, актёрская игра Дженнифер устроила не всех критиков: во время эпизодов с ней окружающий мир воспринимается как кукольный из-за её не очень серьёзного отношения к происходящим угрозам; Сара как бы всегда знает, что в любом случае справится с ситуацией.
Спустя время критика фильма смягчилась, он рекомендован для просмотра детям любого возраста.

## Награды
В 1987 году фильм номинировался на премии:
- Премия «Сатурн» в номинациях «Лучший дизайн костюмов», «Лучший фэнтези-фильм»
- Премия BAFTA — «Лучшие спецэффекты»[48]
- Премия Хьюго — «Лучшая постановка»[49]

### Книги
- Anthony Charles H. Smith. Labyrinth: A Novel. — Owl Books, Henry Holt & Co, Inc. (New-York), 1986. — ISBN 0030073227.
- Forbes, Jake T. Return to Labyrinth. — TokyoPop, 2006. — ISBN 1598167251.
- Grand, Rebecca. Labyrinth: The Photo Album. — Owl Books, 1986. — ISBN 0030073235.
- Брайан Фроуд, Терри Джонс. Goblins of Labyrinth. — Harry N. Abrams, Inc., 2006. — ISBN 9780810970557.
- Брайан Фроуд, Терри Джонс. The Goblin Companion: A field guide to goblins. — Raincoast Book Distribution, 1998. — ISBN 9781551922140.

### Опубликованные рецензии
- Chaillet, Jean-Paul. В Première (France). (MG), февраль 1987, стр.14
- Thomson, Desson. Too Retro for Comfort. В The Washington Post (США), Vol. 130, Iss. 241, 3 августа 2007, стр. 33 в еженедельном обзоре, (NP)
- Gene Siskel, в Chicago Tribune, 30 июня 1986, стр.3
- Peter Stack, в San Francisco Chronicle, 27 июня 1986, стр.82
- Richard Corliss, Time, 7 июля 1986, стр.65
- Roger Ebert, Chicago Sun-Times, 27 июня 1986 года[42]

### Эссе
- Arendt, Elycia. Braveheart and

```
Broomsticks: Essays on Movies, Myths, and Magic.
 
— Infinity Publishing, 10/9/2002.
 
— 
ISBN 0741412330
.
```

## Сиквел
В мае 2020 года стало известно, что режиссёр фильма Доктор Стрэндж Скотт Дерриксон намерен снять продолжение фильма Лабиринт. Мэгги Левин вместе с Дерриксоном напишет сценарий к фильму .